# Raúl Astor
Raúl Ignacio Spangenberg Parera, más conocido como Raúl Astor (Buenos Aires, 10 de enero de 1925-Buenos Aires, 22 de junio de 1995), fue un actor, productor, director y locutor argentino. Fue esposo de la también actriz Chela Castro.

## Biografía
Raúl Ignacio Spangenberg Parera nació en Buenos Aires el 10 de enero de 1919. Su padre fue Raul Alberto Maria Spangenberg Willinson y su madre Maria Mercedes Parera Cane. Tuvo tres hermanos, Maria Esther Spangenberg (1915-2005), Marta Spangenberg (1929-1989) y Roberto Juan Spangenberg. 
Comenzó su carrera en 1950 en Buenos Aires, Argentina como locutor de radio. Llegó a México en 1957, donde desarrolló su carrera como productor, actor y director. También estuvo varios programas como, No empujen, La cosquilla, Topo Gigio y Sábado loco loco. Produjo y escribió telenovelas como De turno con la angustia, Me llaman Martina Sola y María Guadalupe. También tuvo en México una compañía llamada Rambal-López-Ástor. Falleció el 22 de junio de 1995 en su natal Buenos Aires a los 70 años de edad, cuando en ese momento era presidente de Televisa Argentina.

## Filmografía

### Como productor
- Me llaman Martina Sola (1972)
- Concierto de almas (1969)
- De turno con la angustia (1969)
- Pecado mortal (1960)
- Donde comienza la tristeza (1960)

### Como guionista
- El día que me quieras (1994)
- Simplemente vivir (1970)
- De turno con la angustia (1969)
- El hombre de oro (1960)
- María Guadalupe (1960)
- Pensión de mujeres (1960)

### Como actor
- El Show de Raúl Astor (1987)
- El Show de Topo Gigio (1986) - Anfitrión
- No empujen (1982)
- Sábado loco, loco (1978)
- Fe, esperanza y caridad (1974) - Don Sandro
- El Show de Topo Gigio (1970) - Anfitrión
- La cosquilla (1970)
- Las fieras (1969) - Don Lorenzo del Valle
- Cómo pescar marido (1967) - Sr. Duarte
- Mujeres, mujeres, mujeres (1967) - (segmento: "El trikini colorado")
- Amor a ritmo de go go (1966) - Don Guillermo
- Perdóname mi vida (1965) - Sr. Perales
- El calavera (1958)

### Como director
- Simplemente vivir (1968)
- La ambiciosa (1960)
- María Guadalupe (1960)
- Pecado mortal (1960)